# Quetzal doré
Pharomachrus auriceps
Espèce
Statut de conservation UICN

 LC  : Préoccupation mineure
Le Quetzal doré (Pharomachrus auriceps) est une espèce d'oiseau de la famille des Trogonidae.

## Habitat et répartition

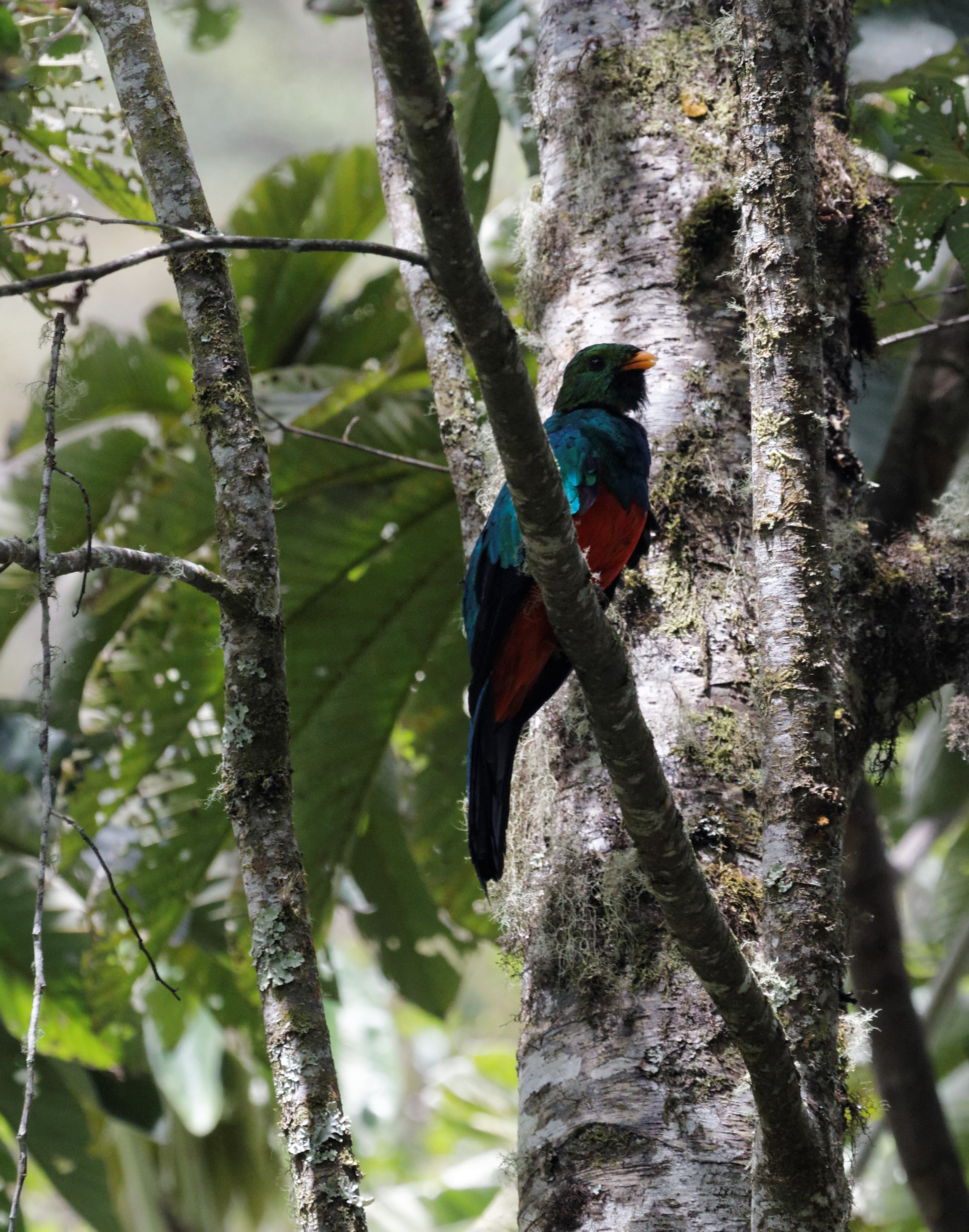

Il vit dans la moitié nord des Andes et en Guyane.

## Mensurations
Il mesure 33 - 36 cm.

## Alimentation
Il se nourrit de fruits (notamment de Cecropia, Ocotea et Ficus).

## Sous-espèces
- Pharomachrus auriceps auriceps (Gould, 1842)
- Pharomachrus auriceps hargitti (Oustalet, 1891)